# Coleophora crossanthes
Coleophora crossanthes é uma espécie de mariposa do gênero Coleophora pertencente à família Coleophoridae.